# 久井敬史
久井 敬史（ひさい けいし、1920年（大正9年）5月13日 - 2000年（平成12年）2月8日）は、日本の囲碁棋士。大阪府出身、瀬越憲作名誉九段郎門下、日本棋院所属、九段。プロ十傑戦8位入賞、名人戦リーグ、本因坊戦リーグ各2期など。

## 経歴
堺市生まれ。製材業を営む父や兄から小学3年の時に碁を学び、1934年14歳の時に地元の代議士山口義一、広島の望月圭介を通して、瀬越憲作に内弟子として入門、日本棋院院生となる。1937年に入段。春期大手合では5勝2敗1ジゴの好成績を挙げ、早打ち久井と呼ばれるが、その年の秋に期するところあって囲碁を断念し、郷里で家業を手伝う。1941年に徴兵され、満州に従軍し、鏡泊湖で終戦を迎える。
戦後シベリア抑留でスヴェルドロフスクに送られ、1948年に復員した。この時実家は破産しており、1949年に結婚、1950年に橋本宇太郎に薦められて碁界復帰を決意し、関西棋院に三段として所属する。同年春期大手合は7勝1敗の成績で四段昇段。この年の秋の関西棋院独立に際しては、師の瀬越の意向で日本棋院関西総本部に所属する。1951年五段、1954年六段。
1961年王座戦で半田道玄、藤沢朋斎らを破りベスト4進出。同年日本棋院選手権戦で杉内雅男、曲励起らを破り挑戦者決定戦進出。1962年七段。1964年日本棋院選手権戦ベスト4。1965年名人戦リーグ入り、3勝5敗となる。1966年大手合で2位、八段昇段。1967年、名人戦・本因坊戦両リーグ入り、「棋道賞」技能賞受賞。1969年本因坊戦リーグ入り、プロ十傑戦8位入賞。1978年九段、天元戦ベスト8。1985年に現役引退。1999年松原賞受賞。
門下に田中智恵子四段、谷村久仁子四段。
王座を破る
第25期本因坊戦挑戦者決定戦リーグ戦 1969年12月3-4日 久井敬史八段-藤沢秀行九段(先番) 105-132手

この年王座戦を3連覇し、年間成績も31勝10敗と好調な藤沢秀行に対し、白番で対戦。黒はじっくりとした布石から、左辺を荒らして好調な流れ。中央黒1(105手目)と利かしにきたところで、右上隅白2と稼ぎ、黒の大石を脅かしながら中央白の薄味を補って、上辺白28と守り、地合で僅かにリードした。238手完、白半目勝。